# Propleopus
Propleopus es un género extinto de marsupial perteneciente a la familia de los hipsiprimnodóntidos o canguros ratas almizclados. Se conocen tres especies, P. chillagoensis, P. oscillans y P. wellingtonensis del Plioceno al Pleistoceno de Australia. En contraste con muchos otros canguros, y como su pariente vivo más cercano, el canguro rata almizclado, era probablemente omnívoro, y llegaba a pesar hasta 70 kilogramos, significativamente mayor que sus parientes modernos. Su condición omnívora es sugerida por la particular morfología de sus dientes, con afilados y largos incisivos y un premolar grande y afilado, pero se desconoce si era efectivamente capaz de matar a otros animales grandes.
La especie mayor, Propleopus oscillans sobrevivió hasta el final de Pleistoceno y se conoce de sitios arqueológicos en el Lago Menindee, cuyos depósitos han sido datados en unos 55.000 años antes del presente. Por lo tanto fue una víctima de las extinciones del Cuaternario, en la que la mayor parte de la megafauna australiana desapareció hace unos 50,000 años.